# Kopka (rolnictwo)
Kopka – odpowiednio ustawione snopy słomy, lub siana, w celu wysuszenia przed zwózką. Najbardziej znane rodzaje kopek to: okrągłe, podwójne, Kühna i kopka (kopa) siana.